# Erigone infernalis
Erigone infernalis är en spindelart som beskrevs av Eugen von Keyserling 1886. Erigone infernalis ingår i släktet Erigone och familjen täckvävarspindlar. Inga underarter finns listade i Catalogue of Life.